# Laguna de los Cerros

Laguna de los Cerros e altri siti nel territorio degli olmechi.

Laguna de los Cerros è un sito archeologico mesoamericano nello stato messicano di Veracruz, a sud delle montagne di Tuxtlas. Assieme a Tres Zapotes, San Lorenzo Tenochtitlán e La Venta, Laguna de los Cerros viene considerato come uno dei quattro più importanti centri della cultura olmeca.
Laguna de los Cerros (spagnolo per "lago delle colline") venne chiamato in questo modo a causa della presenza di quasi cento monticelli nelle zone circostanti. L'architettura di base del luogo è basata sulla presenza di monticelli a fianco di alcune piazze rettangolari.  I monticelli a forma di cono segnano il limite delle piazze. I monticelli più estesi, un tempo adibiti a piattaforme residenziali, sono associati con i monticelli paralleli più sottili.  La maggior parte dei monticelli risalgono all'età classica, a partire dal 250 a.C. circa fino al 900.

## Storia
A causa della posizione in una zona compresa tra diversi fiumi, Laguna de los Cerros rimase abitata per un periodo di quasi 2000 anni, dal periodo degli Olmechi fino all'età classica.
Laguna de los Cerros era già abitata tra il 1400 e il 1200 a.C., e nel 1200 a.C. era diventata un centro importante della regione estendendosi per circa 150 ettari. Nel 1000 a.C. il centro si era espanso notevolmente, arrivando a contare 47 siti più piccoli in un raggio di 5 km. Uno di questi siti era Llano del Jícaro, un centro di lavorazione architettonica dove il basalto era presente in abbondanza. Diversi monumenti ricavati dal basalto di Llano del Jícaro sono presenti non solo a Laguna de los Cerros ma anche a San Lorenzo Tenochtitlán, a 60 km di distanza. Llano del Jícaro era probabilmente controllato dai governatori di San Lorenzo Tenochtitlán, direttamente oppure tramite il controllo di Laguna de los Cerros.
Llano del Jícaro venne abbandonato qualche tempo dopo il 1000 a.C. e Laguna de los Cerros stesso mostra di essere stato in declino nello stesso periodo. La causa del declino del sito non è conosciuta, anche se si crede che fosse dovuta al cambio del corso del fiume San Juan  che coincise anche con il declino e l'abbandono di San Lorenzo, attribuito a problemi di natura ambientale. 